# Corneliu Calotescu
Corneliu Calotescu, romunski general, * 1889, † 1970.